# Round final (película)
Round final (título original: Final Round) es una película canadiense-estadounidense de aventura y ciencia ficción de 1994, dirigida por George Erschbamer, escrita por Arne Olsen, musicalizada por Graeme Coleman, en la fotografía estuvo Rick Maguire y los protagonistas son Lorenzo Lamas, Kathleen Kinmont y Anthony De Longis, entre otros. El filme fue realizado por Den Pictures Inc. y Entertainment Securities, se estrenó el 6 de abril de 1994.

## Sinopsis
Luego de que un reclutador ve un combate en un bar, donde Tyler Verdiccio se destaca, este contendiente es raptado y dejado en un complejo de fábricas abandonado, que ahora es usado como un lugar para luchar.